# Strinda kommun
Strinda kommun (norska: Strinda kommune) var en kommun i Sør-Trøndelag fylke i Norge. Staden Trondheim utgjorde kommunens centralort men ingick inte i kommunen.
Namnet kommer från fornnordiskans strind som kommer från strǫnd och betyder strand, något som från början var namnet på den del av området som ligger längs fjorden.

## Administrativ historik
Strinda kommun upprättades den 1 januari 1838 (som Strinden formannskapsdistrikt) när Formannskapslovene från 1837 trädde i kraft. Kommunen omfattade då den östra delen av nuvarande Trondheims kommun samt hela nuvarande Malviks kommun.
Mellan 1864 och 1953 genomfördes ett antal gränsregleringar med grannkommuner:
- 1 januari 1864: bebott område (1 229 invånare) till Trondheims kommun
- 1 januari 1893: bebott område (4 097 invånare) till Trondheims kommun
- 1 januari 1952: bebott område (Lade med 2 230 invånare) till Trondheims kommun
- 1 juli 1953: bebott område (37 invånare) från Malviks kommun

1891 bröts Malviks kommun ut ur kommunen. Den återstående delen omfattade den östra delen av nuvarande Trondheims kommun och hade vid delningen 2 769 invånare.
Den 1 januari 1964 gick Strinda kommun, tillsammans med kommunerna Byneset, Leinstrand och Tiller, upp i Trondheims kommun. Kommunens hade då 44 600 invånare och en yta på 140 kvadratkilometer. Den omfattade området sydöst, söder och sydväst om Trondheims centrum och sträckte sig från Trondheimsfjorden (Strindfjorden) mellan Lade och Malvik och mot sydöst till områdena kring Jonsvatnet.